# Estonia na Zimowych Igrzyskach Olimpijskich 2018
Estonia na Zimowych Igrzyskach Olimpijskich 2018 – występ kadry sportowców reprezentujących Estonię na igrzyskach olimpijskich w Pjongczangu w 2018 roku.
W kadrze znalazło się 22 zawodników – 17 mężczyzn i 5 kobiet. Reprezentanci Estonii wystąpili w 28 konkurencjach w 6 dyscyplinach sportowych. Chorążym reprezentacji Estonii podczas ceremonii otwarcia i zamknięcia igrzysk była panczenistka Saskia Alusalu. Reprezentacja Estonii weszła na stadion jako 50. w kolejności, pomiędzy ekipami z Erytrei i Ekwadoru.
Był to 10. start reprezentacji Estonię na zimowych igrzyskach olimpijskich i 22. start olimpijski, wliczając w to letnie występy.

## Statystyki według dyscyplin
Estończycy wzięli udział w zawodach w sześciu dyscyplinach sportowych. Najliczniejszą reprezentację, liczącą siedem osób, wystawili w biegach narciarskich.
| Lp.     | Dyscyplina            | Mężczyźni | Kobiety | Łącznie |
| ------- | --------------------- | --------- | ------- | ------- |
| 1       | Biathlon              | 5         | 1       | 6       |
| 2       | Biegi narciarskie     | 5         | 2       | 7       |
| 3       | Kombinacja norweska   | 2         | –       | 2       |
| 4       | Łyżwiarstwo szybkie   | 1         | 1       | 2       |
| 5       | Narciarstwo alpejskie | 1         | 1       | 2       |
| 6       | Skoki narciarskie     | 3         | –       | 3       |
| Łącznie | Łącznie               | 17        | 5       | 22      |

## Skład reprezentacji

### Biathlon
| Konkurencja                        | Zawodnik                                           | Wynik                                     | Wynik                                     | Miejsce         |
| Konkurencja                        | Zawodnik                                           | Czas                                      | Pudła                                     | Miejsce         |
| ---------------------------------- | -------------------------------------------------- | ----------------------------------------- | ----------------------------------------- | --------------- |
| Sprint kobiet – 7,5 km             | Johanna Talihärm                                   | 22:27,0                                   | 1 (0+1)                                   | 22.             |
| Bieg pościgowy kobiet – 10 km      | Johanna Talihärm                                   | 33:34,7                                   | 4 (0+1+2+1)                               | 26.             |
| Bieg indywidualny kobiet – 15 km   | Johanna Talihärm                                   | 46:44,0                                   | 3 (1+2+0+0)                               | 50.             |
| Sprint mężczyzn – 10 km            | Kalev Ermits                                       | 25:07,2                                   | 2 (2+0)                                   | 36.             |
| Sprint mężczyzn – 10 km            | Kauri Kõiv                                         | 26:23,3                                   | 3 (2+1)                                   | 76.             |
| Sprint mężczyzn – 10 km            | Roland Lessing                                     | 25:19,7                                   | 2 (1+1)                                   | 41.             |
| Sprint mężczyzn – 10 km            | Rene Zahkna                                        | 26:19,9                                   | 3 (1+2)                                   | 75.             |
| Bieg pościgowy mężczyzn – 12,5 km  | Kalev Ermits                                       | 37:43,0                                   | 6 (1+3+0+2)                               | 41.             |
| Bieg pościgowy mężczyzn – 12,5 km  | Roland Lessing                                     | 38:54,4                                   | 7 (2+1+3+1)                               | 53.             |
| Bieg indywidualny mężczyzn – 20 km | Kalev Ermits                                       | 51:43,6                                   | 2 (1+0+1+0)                               | 32.             |
| Bieg indywidualny mężczyzn – 20 km | Kauri Kõiv                                         | 54:36,4                                   | 3 (0+0+0+3)                               | 68.             |
| Bieg indywidualny mężczyzn – 20 km | Roland Lessing                                     | 54:46,0                                   | 4 (0+1+2+1)                               | 70.             |
| Bieg indywidualny mężczyzn – 20 km | Rene Zahkna                                        | 54:20,1                                   | 4 (1+1+1+1)                               | 65.             |
| Sztafeta mężczyzn – 4×7,5 km       | Rene Zahkna Kalev Ermits Roland Lessing Kauri Kõiv | 19:32,7 20:05,6 21:12,2 21:35,9 1:22:26,4 | 4 (0+4) 4 (1+3) 6 (1+5) 4 (1+3) 18 (3+15) | 11. 14. 12. 13. |

### Biegi narciarskie
| Konkurencja                                         | Zawodnik                  | Kwalifikacje | Kwalifikacje | Ćwierćfinały | Ćwierćfinały | Półfinały | Półfinały | Finały    | Finały   | Finały  |
| Konkurencja                                         | Zawodnik                  | Czas         | Miejsce      | Czas         | Miejsce      | Czas      | Miejsce   | Czas      | Strata   | Miejsce |
| --------------------------------------------------- | ------------------------- | ------------ | ------------ | ------------ | ------------ | --------- | --------- | --------- | -------- | ------- |
| Sprint indywidualny kobiet stylem klasycznym        | Tatjana Mannima           | 3:28,57      | 39. nq       | NQ           | NQ           | NQ        | NQ        | NQ        | NQ       | NQ      |
| Bieg indywidualny kobiet na 10 km stylem dowolnym   | Tatjana Mannima           | —            | —            | —            | —            | —         | —         | 28:37,0   | +3:36,5  | 50.     |
| Bieg łączony kobiet na 15 km                        | Tatjana Mannima           | —            | —            | —            | —            | —         | —         | 46:41,7   | +5:56,8  | 56.     |
| Bieg masowy kobiet na 30 km stylem klasycznym       | Tatjana Mannima           | —            | —            | —            | —            | —         | —         | 1:34:27,7 | +12:10,1 | 28.     |
| Sprint indywidualny mężczyzn stylem klasycznym      | Marko Kilp                | 3:15,05      | 15. Q        | 3:12,00      | 4. nq        | NQ        | NQ        | NQ        | NQ       | 18.     |
| Sprint indywidualny mężczyzn stylem klasycznym      | Raido Ränkel              | 3:17,88      | 31. nq       | NQ           | NQ           | NQ        | NQ        | NQ        | NQ       | NQ      |
| Sprint indywidualny mężczyzn stylem klasycznym      | Karel Tammjärv            | 3:22,68      | 52. nq       | NQ           | NQ           | NQ        | NQ        | NQ        | NQ       | NQ      |
| Sprint drużynowy mężczyzn stylem dowolnym           | Marko Kilp Karel Tammjärv | —            | —            | —            | —            | 16:30,30  | 9. nq     | NQ        | NQ       | 17.     |
| Bieg indywidualny mężczyzn na 15 km stylem dowolnym | Raido Ränkel              | —            | —            | —            | —            | —         | —         | 37:21,9   | +3:38,0  | 59.     |
| Bieg indywidualny mężczyzn na 15 km stylem dowolnym | Karel Tammjärv            | —            | —            | —            | —            | —         | —         | 35:29,4   | +1:45,5  | 22.     |
| Bieg indywidualny mężczyzn na 15 km stylem dowolnym | Andreas Veerpalu          | —            | —            | —            | —            | —         | —         | 37:16,2   | +3:32,3  | 58.     |
| Bieg łączony mężczyzn na 30 km                      | Karel Tammjärv            | —            | —            | —            | —            | —         | —         | 1:19:25,2 | +3:05,2  | 32.     |
| Bieg łączony mężczyzn na 30 km                      | Andreas Veerpalu          | —            | —            | —            | —            | —         | —         | 1:22:11,4 | +5:51,4  | 47.     |
| Bieg masowy mężczyzn na 50 km stylem klasycznym     | Algo Kärp                 | —            | —            | —            | —            | —         | —         | 2:13:45,7 | +5:23,3  | 17.     |
| Bieg masowy mężczyzn na 50 km stylem klasycznym     | Andreas Veerpalu          | —            | —            | —            | —            | —         | —         | 2:21:13,2 | +12:51,1 | 38.     |
| Sztafeta mężczyzn 4×10 km                           | Andreas Veerpalu          | —            | —            | —            | —            | —         | —         | 26:17,7   | +5:16,8  | 12.     |
| Sztafeta mężczyzn 4×10 km                           | Algo Kärp                 | —            | —            | —            | —            | —         | —         | 26:28,8   | +5:16,8  | 12.     |
| Sztafeta mężczyzn 4×10 km                           | Karel Tammjärv            | —            | —            | —            | —            | —         | —         | 22:06,5   | +5:16,8  | 12.     |
| Sztafeta mężczyzn 4×10 km                           | Raido Ränkel              | —            | —            | —            | —            | —         | —         | 23:28,7   | +5:16,8  | 12.     |
| Sztafeta mężczyzn 4×10 km                           | suma                      | —            | —            | —            | —            | —         | —         | 1:38:21,7 | +5:16,8  | 12.     |

### Kombinacja norweska
| Konkurencja                                    | Zawodnik            | Skoki | Skoki | Skoki   | Biegi   | Biegi   | Czas    | Miejsce |
| Konkurencja                                    | Zawodnik            | Skok  | Nota  | Miejsce | Czas    | Miejsce | Czas    | Miejsce |
| ---------------------------------------------- | ------------------- | ----- | ----- | ------- | ------- | ------- | ------- | ------- |
| Konkurs indywidualny – skocznia normalna/10 km | Kristjan Ilves      | 104,0 | 112,8 | 9.      | 25:52,3 | 38.     | 27:03,3 | 16.     |
| Konkurs indywidualny – skocznia normalna/10 km | Karl-August Tiirmaa | 87,0  | 68,9  | 43.     | 25:58,2 | 41.     | 30:05,2 | 43.     |
| Konkurs indywidualny – skocznia duża/10 km     | Kristjan Ilves      | 123,5 | 114,0 | 16.     | 25:28,3 | 40.     | 27:08,3 | 28.     |
| Konkurs indywidualny – skocznia duża/10 km     | Karl-August Tiirmaa | 116,0 | 89,3  | 34.     | 26:44,0 | 47.     | 30:02,0 | 45.     |

### Łyżwiarstwo szybkie
| Konkurencja             | Zawodnik       | Półfinał | Półfinał | Półfinał | Finał  | Finał   | Finał   |
| Konkurencja             | Zawodnik       | Punkty   | Czas     | Miejsce  | Punkty | Czas    | Miejsce |
| ----------------------- | -------------- | -------- | -------- | -------- | ------ | ------- | ------- |
| Bieg masowy kobiet      | Saskia Alusalu | 3        | 8:35,59  | 7. Q     | 15     | 8:47,46 | 4.      |
| Bieg na 1000 m mężczyzn | Marten Liiv    | N/A      | N/A      | N/A      | N/A    | 1:09,75 | 18.     |
| Bieg na 1500 m mężczyzn | Marten Liiv    | N/A      | N/A      | N/A      | N/A    | 1:50,23 | 33.     |

### Narciarstwo alpejskie
| Konkurencja            | Zawodnik          | Przejazd 1 | Przejazd 1 | Przejazd 2 | Przejazd 2 | Czas łączny | Miejsce |
| Konkurencja            | Zawodnik          | Czas       | Miejsce    | Czas       | Miejsce    | Czas łączny | Miejsce |
| ---------------------- | ----------------- | ---------- | ---------- | ---------- | ---------- | ----------- | ------- |
| Slalom kobiet          | Anna Lotta Jõgeva | 1:00,90    | 52.        | 59,61      | 49.        | 2:00,51     | 48.     |
| Slalom gigant kobiet   | Anna Lotta Jõgeva | DNF        | DNF        | DNS        | DNS        | DNF         | DNF1    |
| Slalom mężczyzn        | Tormis Laine      | DNF        | DNF        | DNS        | DNS        | DNF         | DNF1    |
| Slalom gigant mężczyzn | Tormis Laine      | 1:15,70    | 50.        | 1:15,18    | 39.        | 2:30,88     | 40.     |

### Skoki narciarskie
| Konkurencja                                        | Zawodnik      | Kwalifikacje | Kwalifikacje | Kwalifikacje | Seria 1 | Seria 1 | Seria 1 | Seria 2 | Seria 2 | Seria 2 | Nota | Miejsce |
| Konkurencja                                        | Zawodnik      | Skok         | Nota         | Miejsce      | Skok    | Nota    | Miejsce | Skok    | Nota    | Miejsce | Nota | Miejsce |
| -------------------------------------------------- | ------------- | ------------ | ------------ | ------------ | ------- | ------- | ------- | ------- | ------- | ------- | ---- | ------- |
| Konkurs indywidualny mężczyzn na skoczni normalnej | Artti Aigro   | 81,5         | 80,0         | 55. nq       | NQ      | NQ      | NQ      | NQ      | NQ      | NQ      | NQ   | NQ      |
| Konkurs indywidualny mężczyzn na skoczni normalnej | Kevin Maltsev | 79,0         | 74,2         | 56. nq       | NQ      | NQ      | NQ      | NQ      | NQ      | NQ      | NQ   | NQ      |
| Konkurs indywidualny mężczyzn na skoczni normalnej | Martti Nõmme  | 87,0         | 88,2         | 48. Q        | 84,0    | 73,8    | 47. nq  | NQ      | NQ      | NQ      | NQ   | 47.     |
| Konkurs indywidualny mężczyzn na skoczni dużej     | Artti Aigro   | 121,5        | 86,8         | 39. Q        | 107,0   | 79,4    | 48. nq  | NQ      | NQ      | NQ      | NQ   | 48.     |
| Konkurs indywidualny mężczyzn na skoczni dużej     | Kevin Maltsev | DSQ          | DSQ          | DSQ          | NQ      | NQ      | NQ      | NQ      | NQ      | NQ      | NQ   | NQ      |
| Konkurs indywidualny mężczyzn na skoczni dużej     | Martti Nõmme  | 114,0        | 77,2         | 44. Q        | 118,0   | 96,5    | 43. nq  | NQ      | NQ      | NQ      | NQ   | 43.     |